# دومینگوس ده سوسا
دومینگوس ده سوسا (پرتغالی: Domingos de Sousa; ۱۹ اکتبر ۱۸۹۶ – ۲۷ سپتامبر ۱۹۸۴) سوارکار اهل پرتغال بود.